# ジェガン
ジェガン (JEGAN) は、「ガンダムシリーズ」に登場する架空の兵器。有人操縦式の人型機動兵器「モビルスーツ（MS）」のひとつ。初出は、1988年公開の劇場用アニメ『機動戦士ガンダム 逆襲のシャア』。
作中の軍事勢力の一つである地球連邦軍の主力量産機で、それまでの作品に登場する代表的量産機ジムおよび系列機の発展型。『逆襲のシャア』劇中では配備が開始されたばかりの新型機であり、主人公アムロ・レイが所属するロンド・ベル隊の主力機として運用される。劇中ではジムと同じくやられ役だが、主要人物のひとりハサウェイ・ノアが搭乗して活躍する場面もある。1991年の映画『機動戦士ガンダムF91』では「最新鋭の小型MSに蹂躙される旧式機」として再登場するが、このとき「作中年代で30年以上に渡って改修を加えながら運用され続けた信頼性の高い量産機」という設定も付加される。さらに後年、『逆襲のシャア』と『F91』の間の時代を描いた小説・アニメ『機動戦士ガンダムUC』では両作の過渡的なバリエーション機が登場した。
本記事では、上記作品やそのほかの外伝作品などに登場するバリエーション機などについても解説する。

## デザイン
オリジナル機のデザインは出渕裕。当時、出渕は漫画・OVA『機動警察パトレイバー』のデザインも進めており、ちょっと引っ張られて似てしまったことが反省点と述懐している。各部パーツを排除したシンプルなシルエットになっており、ジムのデザインとは別系統の方向に発展している。腰部フロント・アーマーがないのは、ジムと印象を変えたいというプロデューサーの内田健二からの要望による。バックパックは鈴木雅久のデザインを出渕が採用しており、ラフの段階ではスラスターが2基でバックパックも大きめになっているが、決定稿ではスラスター1基に変更された。
『F91』に登場するバリエーション機（ただし、J型の機体デザインは『逆襲のシャア』版とほとんど変わらない）は石垣純哉が担当。体調を崩していた大河原邦男に代わり、サンライズ企画室に所属していた当時の石垣が出渕のデザインをもとにリメイクした。MSの小型化がおこなわれたため、対比のために以前の大きさの機体のジェガンを、旧型で大きい「やられ役」としてアレンジしている。石垣は担当することになった理由として、当時はまだ大河原のラフデザインがなかったため、試しにヘビーガンをベースにジェガンとの中間的なラフデザインを描いてみたところ、最後までやってみろと言われた旨を、Twitterで述懐している。
『UC』に登場するバリエーション機はカトキハジメが担当。作品世界としては後年の時代となる『F91』に登場するバリエーション機への繋がりを意識したものもある。
『閃光のハサウェイ』に登場するバリエーション機は中谷誠一が担当。すでに発売されていたガンプラ「マスターグレード（MG）ジェガン」に準拠したスタイルとなっている。

## 設定解説
宇宙世紀0089年に制式採用された地球連邦軍主力量産型MS。開発・生産はアナハイム・エレクトロニクス（AE）社が担当した。本機は一年戦争期からのジム、ジムII、ジムIIIといった地球出身者が開発したジムシリーズと、エゥーゴ由来でAE社が開発・製造したネモ、ネロ系の技術を融合させた機体であり、連邦製標準MSの後継機となる。
頭部には固定式のメインカメラ、額部には長距離用センサーが採用されており、各部の装甲は必要かつ十分な強度と、運動性を両立させた重量バランスでまとめられている。胸部の排熱ダクトは小型化され、耐弾性が向上している。脚部は運動性向上の目的でフロントスカートが省略され、その代わりとして腿部前面に増加装甲が施されている。これによって関節部が露出する結果となったが、脚部の駆動抵抗の低減と軽量化に寄与している。
バックパックは大型1基と小型2基のメインスラスターに加え、ガンダムMk-IIのように上部左右に可動式バーニアアームを装備している。加速性と機動性はグリプス戦役時の高機動機にも匹敵し、燃料搭載量も増加している。さらには、補給時に基部ごと交換することにより、迅速な戦線復帰を可能としている。コックピットには新型の球状操縦桿「アーム・レイカー」が採用されているが、一部の系列機ではのちに従来のスティック式へ戻されている。
主要な部品の製造をタキム重工、サムソニ・シム、モンテレー電子、イオタ工業などの企業が担当しており、改良を重ねたMSの設計コンセプトが統合されていることから信頼性は高く、0088年のハマーン・カーンの蜂起に始まる一連の第一次ネオ・ジオン抗争以降は反地球連邦勢力の活動が鎮静化しつつあったことから新型機の開発予算が削減され、基本性能と生産性に優れる本機のマイナーチェンジが繰り返されていく。
本来は宇宙用に開発された機体であるが、重力下環境にもほぼ無改造で適応し、オプションの増設や換装で局地戦にも柔軟に対応できる。さらに、サブフライトシステム「ベースジャバー」や、リゼルやアンクシャといった可変MSと連携することにより、長距離移動任務にも対応可能となっている。
0089年から生産開始された機体は「A型」とも呼ばれる。0093年の第二次ネオ・ジオン抗争までに80機程度が生産され、ロンド・ベル隊をはじめ次第に連邦軍全体へ配備されていく。0110年代初頭には、AE社製のヘビーガンやサナリィ製のFシリーズといった15メートル級の第2期MSの生産が開始されるが、配備の遅れからジェガンタイプは0120年代初頭前後まで生産と配備が継続される。しかし、クロスボーン・バンガード (CV) の小型MSにはまったく対抗できず、主力機の世代交代が加速。0120年初頭までの総生産数は、平時が続いたことから系列機を含めて3000機に満たなかったといわれる。
ウェブ企画『A.O.Z Re-Boot』では、下半身の構造はバーザムやガンダムTR-1・ガンダムTR-6からの技術的影響を受けているとされる。

### 武装
ビーム・ライフル
短銃身型で出力と射程に劣るぶん、取り回しと速射性に優れる。銃身上部に複合センサーを装備しており、混戦時に併用することで敵機を確実に排除可能。
ビーム・サーベル
右腰のラックに1基を装備する。2基のビーム発生口を利用することで出力の調整を可能とし、斬撃に適した扁平な刀身と、貫通力に優れる細身の刀身に切り替えることができる。ラックには、急速充填が可能なキャパシター・システムが内蔵されている。
バルカン・ポッド・システム
左側頭部に装備される小型機関砲だが、スペック表では「×2」とされることも多い。ガンダムMk-II用の発展型だが、半固定式となっている。弾倉は薬莢を廃したケースレスタイプを使用し、右側頭部から頭部内に装填する。
『逆襲のシャア』では、このバルカンの連射だけでギラ・ドーガのシールドを削り取りながら撃墜する描写がある。
ハンド・グレネード
左腰のラックに3発を装備。信管は時限式と金属反応式（センサー式）の複合型で、いずれかを選択して使用する。時限式は起爆のタイミングを自由に設定でき、金属反応式はMSなどの目標をセンサーで検知して至近距離で爆発する機構となっている。その威力は、効果的な使用によって数値以上の効果を示す。
シールド
耐えるよりもビームを弾いたり逸したりするための構造と材質を採用している。また、2連装ミサイル・ランチャーを2基装備する。搭載されるミサイルの先端には複合センサーが装備されており、ミノフスキー粒子散布下でも少ない干渉で誘導可能だが、推進剤の容量が少ないため、射程は短い。

### 劇中での活躍
初出作品である1988年のアニメ映画『機動戦士ガンダム 逆襲のシャア』では、第二次ネオ・ジオン抗争時におけるロンド・ベル隊の主力MSとして活躍。同じくAE社製であるネオ・ジオン軍の主力機ギラ・ドーガとは対等に位置する機体とされているが、映画公開当時の書籍記事の中には、ギラ・ドーガなどと比較して性能の低い機体であると紹介しているものもあり、敵MSを圧倒するような活躍は少ない。
νガンダム受領のために不在のアムロ・レイ大尉に替わり、リ・ガズィのパイロットはケーラ・スゥ中尉となったが、5thルナにおけるシャア・アズナブルとの戦闘で負ったダメージによる修理が完了しておらず、ケーラはやむをえずジェガンで出撃する。ケーラはネオ・ジオンのレズン・シュナイダーが搭乗する指揮官用ギラ・ドーガに追い込まれ、ラー・カイラムとの機銃に挟まれるが、間一髪のところで駆けつけたアムロのνガンダムに救われる。
物語後半ではハサウェイ・ノアが無断で本機に搭乗して出撃し、大型モビルアーマー (MA) 「α・アジール」に搭乗するクェス・パラヤの説得を試みる。そこへチェーン・アギが搭乗したリ・ガズィが現れ、α・アジールは攻撃する。これに反撃する形でリ・ガズィも攻撃するが、ハサウェイのジェガンはα・アジールのメガ・ビーム砲を操作し、攻撃を阻止する。結局、ハサウェイの説得はチェーンの二度目の攻撃によって中断させられたうえ、クェスはα・アジールでハサウェイのジェガンを庇って機体を撃墜され、戦死する。クェスの死を目の当たりにしたハサウェイは逆上してビーム・ライフルを乱射し、リ・ガズィのコックピットに直撃したことによってチェーンは戦死する。
物語終盤、地球へ落下するアクシズをνガンダムで押し出そうとするアムロの無謀な試みに、予想外の加勢というかたちで無数のジェガンやジムIIIはおろか、敵機であるギラ・ドーガまでもが次々と駆けつけ、アクシズに取りついて協力するが、断熱圧縮による熱やオーバーロードに耐えきれず爆発する機体が続出する。しかし、自身とシャア以外の犠牲を嫌ったアムロのνガンダムが、サイコフレームの共振によって発生させた光により、最終的に残存機体はすべてアクシズから弾き飛ばされる。
2007年の小説および2010年のOVA『機動戦士ガンダムUC』では、第二次ネオ・ジオン抗争直後の時代を舞台として、D型をはじめ多数が主要キャラクターこそ搭乗しないものの、これまでの作品とは異なる勇戦ぶりを見せる。当時における最新の主力機であることが緻密な描写によって強調されており、ネオ・ジオン残党「袖付き」が使用するガザDなどの旧型MS相手には性能差を見せる場面もある。当時の標準仕様であるD型だけでなく、後述のスタークジェガンやエコーズ仕様などさまざまなバリエーション機や、上位機種となるジェスタおよびジェスタ・キャノンが登場する。配備先は宇宙が優先されていた模様で、地上ではepisode7の冒頭でシャイアン基地に数機配備されているのみである。なお、『UC』に登場する各種バリエーション機はデザインの際に頭部や胴体を中心にパーツバランスが見直され、『逆襲のシャア』時よりも高頭身となっている。HGUCのプラモデル各種も『UC』版をベースに造形されているが、これはOVA版『UC』の製作開始に合わせて商品化が企画されたためである。
2018年の映画『機動戦士ガンダムNT』では、登場人物であるイアゴ・ハーカナの回想としてアクシズの落下を阻止しようとするνガンダムと無数のジェガンの映像が挿入されているが、大森倖三による同作の漫画版では、アクシズに取り付いて押し返そうとしていたジェガンたちの1機がイアゴの乗機であったと言及されている。
2021年公開の劇場版『機動戦士ガンダム 閃光のハサウェイ』では、物語冒頭でサブフライトシステムに搭乗したA型2機が、ハサウェイやギギ、地球連邦の関係者たちを乗せたシャトル「ハウンゼン」356便の護衛として登場する。また、空襲に遭ったダバオ空軍基地では、背部に消火剤のタンクを装備してスプレーを両手で保持した特殊仕様のA型2機が消火作業に当たる。なお、小説版に本機は登場せず、主力量産機はグスタフ・カールに交代している。
1991年のアニメ映画『機動戦士ガンダムF91』では、第二次ネオ・ジオン抗争から30年後を舞台として、マイナーチェンジを重ねた最終改良型J、R、M型がフロンティアI守備隊として多数がまだ現役で稼動しているものの、CV軍の小型MSによってR型が一撃で首を蹴り飛ばされるなど一方的に撃墜されており、戦果を挙げているシーンはほぼない。まったく歯が立たないことから、途中で戦闘を断念したパイロットたちが避難民を巻き添えにしながら逃走するなど、立ち位置は完全に時代遅れのロートル機として描かれているほか、ベテランパイロットと思わしきキャラクターから「奴らは素早い。この大型ジェガンタイプではだめだ」と酷評されるなど、大型MSの時代はすでに終焉を迎えていたことが決定づけられている。
宇宙世紀の次の時代を描いた2014年のテレビアニメ『ガンダム Gのレコンギスタ』第2話では、「前世紀のクラシック・コレクション」として本機が他の宇宙世紀時代のMSと共に展示されている場面がある。
『逆襲のシャア』の小説版とも言える『ベルトーチカ・チルドレン』では、クェスがνガンダムごとアムロをα・アジールの巨躯で押しつぶそうとした際、ハサウェイがジェガンのビーム・ライフルの一撃をα・アジールのコックピット部分に誤って直撃させ、クェスを殺害してしまう。このことが、後年の小説版『閃光のハサウェイ』においてハサウェイのトラウマとなっている。
1990年の漫画『機動戦士ガンダムF90』では、第二次ネオ・ジオン抗争から27年を経てなお連邦軍の主力機として運用されている。第13独立機動艦隊の艦載機として多数が参戦し、初の地球外惑星での戦闘に臨んだ。敵である火星独立ジオン軍の用いるRFシリーズとの交戦を、しばしば苦戦するものの互角以上に渡り合い、最終的にはRFシリーズと老兵による火星独立ジオン軍を殲滅する。
1997年のゲーム『機動戦士ガンダム外伝 THE BLUE DESTINY』では、3部作すべてをAランクでクリアした際のエンディングにおいて、同作の主人公であるユウ・カジマが大佐となって第二次ネオ・ジオン抗争に参加したとの後日談が語られる。ゲーム中ではユウの乗機が明言されなかったが、皆河有伽による同作の小説版では、アクシズの地球落下阻止に赴いたMSたちのうち、途中で弾かれたギラ・ドーガの手を掴んだジェガンがユウの乗機であったとするなど、『逆襲のシャア』のクライマックスに絡めた描写が盛り込まれている。以降のユウが登場する関連作品でも、小説版での言及を踏襲した描写がされる場合がある。なお、2022年10月にはららぽーと福岡内の「GUNDAM SIDE-F」限定で、胸部のみ「蒼」に塗装されたプラモデル『HG 1/144 ジェガン（ユウ・カジマ専用機）』が発売されている。
1997年の漫画『機動戦士クロスボーン・ガンダム』では、最終話において木星側MA「ディビニダド」の破壊を行った連邦軍とスペースコロニーの連合部隊に、参戦した本機が確認できる。
2014年に刊行された、『逆襲のシャア』と『機動戦士ガンダムUC』の間を描いた漫画『機動戦士ガンダムUC 虹に乗れなかった男』では、ハサウェイが搭乗したジェガンは電装系のトラブルのために帰還していたと設定されている。また、本機は終戦後に連邦軍へ収容され、ハサウェイはクェスの死とチェーンを殺害したショックで立ち直れない状態となっていたことが、ブライト・ノアの回想場面で語られている。
2024年公開のVR映画『機動戦士ガンダム：銀灰の幻影』にも登場。

## バリエーション
これらの派生機と区別する場合、初期型のジェガンはジェガンA型と表記される場合もある。

### ジェダ
『逆襲のシャア』の小説版のひとつ『機動戦士ガンダム ハイ・ストリーマー』、および『逆襲のシャア』の1年前を描いた漫画『機動戦士ムーンガンダム』に登場。ジェガンのプロトタイプに相当し、製造年度的には1、2世代前の機体であるとされている。
第一次ネオ・ジオン抗争時にAE社が主体となって計画され、開発は同社が連邦軍から委託されている。当初はジムIIIでの成功をもとに、バックパックなど各部にガンダムMk-IIのパーツや技術を多用した試作機 (RGM-88X) が6機製造される。しかし、連邦軍の予算削減によってさらなるコストダウンが要求され、途中から本機をベースにしたマイナーバージョンが製造される。
試作機のうち1機はテスト中に大破し、2機は解体され、残りの3機がロンド・ベル隊に試験配備される。おもな武装は、ガンダムMk-IIのXBR-M87D並みの性能をもつ、複合センサー装備のビーム・ライフルと、同じくMk-IIのスライド伸縮式シールドを発展させつつ、先端に打突用の硬質素材を採用したシールド。
小説『ハイ・ストリーマー』では、形状上不完全ながらも材質と塗装によるかなりのステルス性能を持つとされている
劇中での活躍
小説『ハイ・ストリーマー』では、上記設定よりも1機多い4機がクラップ級巡洋艦「ラー・ザイム」に配備されている。3番機にアムロ・レイ、4番機にジョー・セイ、5番機にカニンガム・ショー、6番機にオルヤン・ブルムクイフトが搭乗するが、5番機はサイド1のコロニー「スウィート・ウォーター」内での反地球連邦組織「エグム」のMSガブール・ベルグソン2式との戦闘で居住ブロックに墜落する。3番機は指に内蔵された消火剤で周囲への延焼を防ぐが、この事故により5名の市民が死亡する。アムロのラー・カイラム移乗後は不明。
『ムーンガンダム』でも、上記のラー・ザイム配備機が登場。ジョー機とオルヤン機が、アムロの搭乗するリック・ディジェ改とともに所属不明機（決起前の新生ネオ・ジオンに合流しようとする反乱分子）と交戦する。
設定の変遷
1987年に小説『ハイ・ストリーマー』の挿絵で星野之宣が描いたMSは従来のものとデザインラインが異なっており、ジェダも映画『逆襲のシャア』のジェガンとは異質な、扁平な頭部の、両肩に円筒状のポッドを乗せ、腰部から大型のバインダーが伸びた姿で描かれた。
一方、雑誌『B-CLUB』第29号（1988年発売）では、映画『逆襲のシャア』用にジェガンの初期稿として描かれた、細部の形状が決定稿と異なる没デザインに上記の設定やRGM-88X / RGM-90の型式番号が追加されたが、この時点でRGM-88Xがジェダであるとは明言されていない。
トレーディングカードゲーム『ガンダムウォー』の2009年に発売されたカードには、星野版デザインのジェダの型式番号をRGM-88Xとしているものがある。また、『電撃ホビーマガジン』2010年2月号掲載の模型作例では、『B-CLUB』第29号に掲載されたデザインのRGM-88Xをジェダと同一視しているが、これ自体は作例記事を担当したモデラー個人の独自解釈という体裁であった。
その後、2018年発売のプラモデル『マスターグレード ジェガン』付属説明書や、2019年発売の雑誌『週刊モビルスーツ・バイブル』第8号のジェガンD型特集でも、RGM-88Xとジェダが同一の機体であるとされた。ただし、いずれも外観はシルエットのみ（ジェガンと同一）の掲載であった。
『ムーンガンダム』第17話では、『ハイ・ストリーマー』での設定をもとに形部一平が再デザインした機体が初登場し、第18話と同時掲載の「ムーンガンダム メカニカルワークス Vol.15」でも詳細なスペック値が記載された。形部は、短期間で後継機のジェガンが配備されたことから本機を「ジェガン量産前の最終検討案のひとつ」と考え、各部のセンサーやスラスター類をジェガンよりも多く、かつ洗練されていない配置とすることで、「ジェガンのパワーアップ版」「開発技術者が予算の制限を受けず楽しんでいる」といった雰囲気を出したかったと述べている。

#### ジェダ（アムロ・レイ大尉機）
小説『ハイ・ストリーマー』に登場するジェダ3番機に相当する機体で、『機動戦士ムーンガンダム』に登場した際、同作に合わせた設定がなされた。メカニックデザインは形部一平。
アムロ・レイが、ラー・ギルス救援時の戦闘で破壊されたリック・ディジェ改に次いで搭乗するジェダの3番機。通常のジェダから紺や黄色が足された機体色となっており、ややガンダム的な印象が強くなっている。頭部右側には指揮官用のアンテナ、胸部には武装の増設ラックとスラスターを兼ねたプレート状の増加装甲を追加。「攻撃を当てられに行きつつ回避する」というアムロのスタイルに合わせた急速離脱や、装備を切り離しての反撃が可能となっている。胸部の増設ラックは、肩の増設ラックと合わせることでより大型の装備を追加することも可能であるが、ジェガンの登場によってジェダ自体の計画が縮小されるため、存在は確認されていない。

#### ジェダキャノン〈ジェダブル〉
漫画『機動戦士ムーンガンダム』に登場。メカニックデザインは形部一平。
ジェダをベースとした中距離支援機。MS開発黎明期から続くキャノンタイプMSの系譜に属する機体で、ジム・キャノンIIやジムIIIパワードFA〈ブルドック〉の特性を受け継いでいる。「ジェダブル」とは「ジェダキャノン・ブルドック」の略称で、パイロットであるラー・ギルスMS部隊のウバルド・モリーナ隊長が、以前に搭乗していたジムIIIパワードFAに続く機体として命名している。
ジェダ自体は各部にアタッチメント装備用のハードポイントを有しているため、「キャノンタイプに改造する」というよりは「キャノン用の装備を盛る・着る」というフルアーマーの延長的な方向性となっている。頭部には背部キャノンの放熱からセンサーを保護するマスク、胸部ハードポイントには増設装甲、前面スカートには装備バランス向上を目的としたスラスターアーマーが追加されている。
武装は、バックパックのサーベルラックに代わり追加されたビーム・キャノン2門、キャノンの可動域を妨げないように増設された両肩の6連装ショルダーミサイルポッド、前腕左右のショートシールド裏面にそれぞれ追加されたハイパー・ビーム・サーベルとダブル・ビーム・ライフル。

### ジェガン重装型
プラモデル『1/144 ジェガン』付属説明書が初出で（名称は「ジェガン重装甲またはジェガン・キャノン」、「ジェガン重装改」）、その後『CCA-MSV』に分類された。
ジェガンの高い汎用性を活かし、砲撃戦に重きを置いた局地戦仕様として火力や防御力を強化した再設計機。設計はジェダをベースとしており、型式番号も制式採用後のジェダと同じとなっている。ジェガンのムーバブルフレームを流用しているが、ジェネレーターの換装によって出力が大幅に向上している。両肩（バックパックではなく肩アーマー側面）にビーム・キャノンを装備し、腰部前面にアーマーが追加されている。宇宙戦にも対応できるが、陸戦を主眼に置いており、脚部は重力下用に換装・強化されている（ジム・キャノンのように防御力や射撃時の安定性向上が図られたともいわれる）。メインカメラは固定式で、額に長距離レンジ用のセンサーを備えている。専用のバックパックは推力が強化されているが、運動性は重視されておらず、バーニア・アームは短くなっている。またバックパック下部には腰部後面のアーマーと側面に装備されるミサイル・ポッド（装弾数3発、使用後は排除可能）が一体になっている。試作機によってデータが収集され、量産の準備が進められているとされる。塗装はジム系に近い白と赤を基調に、腰部などがグレーで塗り分けられ、あたかも往年のジム・キャノンを彷彿させるカラーリングが施されている。
なお、漫画『機動戦士ガンダム ムーンクライシス』には、本機とは別の「ジェガンキャノン」が登場する。こちらは通常のジェガンの両肩にキャノン砲などを装備した機体で、海兵隊によって運用されている。

### ジェガン改
漫画『ダブルフェイク アンダー・ザ・ガンダム』に登場。メカニックデザインは福地仁で、「百式系のスマートなサポートMS」という要望による。
サラミス改級巡洋艦「アラハス」所属のファクトリー・チームが開発した、ジェガンの高性能版。百式の設計を再検討し、量産機にそのクオリティを導入可能なように試験的に採用した実験機でもあり、原型機とは比較にならないほど性能の向上がみられる。コックピット周りなどを改修して新型のジャイロ・フレーム・シートを搭載、全面モニターではないものの立ち上がりと操作性は向上している。
主兵装はDガンダムと同系統の専用ビーム・ライフルで、銃身下部に接近戦用の2連装のニードル・ショットパックを装備可能。ほかに、側面に小型シールドが付いた3連装のミサイル・ガンも用意されている（設定画で携行している）。また、ロケット弾ポッド（装弾数9発）を2門装備したオプション・バックパックにも換装が可能となっている。原型機と同様のシールドとバルカン砲も装備する。
カラーリングは白とライト・グレーを基調に、一部が青で塗り分けられている。タケシ・カザキ中尉が搭乗し、宇宙世紀0090年にサイド2宙域のコロニー再建の護衛機のひとつとして配備される。サイド2におけるテロ組織「カラード」の迎撃や、宇宙での新生ネオ・ジオン陽動部隊との戦闘に参加する。
ゲーム『SDガンダム GGENERATION-ZERO』および『SDガンダム GGENERATION-F』にも登場。ミサイル・ガンをビーム・ライフルとして使用している。

### ジェガン可変型
『B-CLUB』第29号に文字設定のみ掲載された。名称は『データガンダム』による。
リ・ガズィと同様に、ジェガン用のバック・ウェポン・システム (BWS) の研究も進められている。しかし、リ・ガズィでもBWS離脱時の危険性がシミュレーターの結果で指摘されており、ジェガンに装備された場合は特攻兵器と言っても過言ではないとされる。

### ジェガン（装甲強化型）
雑誌『B-CLUB』29号にジェダとともに掲載された（型式番号：RGM-91S）。ジェダ同様、画稿はジェガンの初期稿のひとつである。名称は便宜上のものであり、設定では型式番号のみ。
生産ライン上にあったジェガンの一部を、一部ガンダリウム合金を使用して装甲強化し、メイン・エンジンにも改良をほどこした機体。原型機とはバックパックや、脚部・股間部にアポジモーターが追加されている点などが異なる。生産数は20機とされるが、正確な数は上層部が知るのみで定かではない。その後廃案となっている。

### ジェガン（陸戦用重装型）
近藤和久の漫画『機動戦士ガンダム ジオンの再興』が初出で、PC-98用ゲーム『機動戦士ガンダム アドバンスド・オペレーション』や『機動戦士ガンダム リターン・オブ・ジオン』にも登場（型式番号：RGM-89T）。「陸戦用重装型」の名称は『ホビージャパン別冊 機動戦士ガンダム「新世代へ捧ぐ」』より。
ジェガンの陸戦型で、腰部前面に装着された装甲が大きな特徴。バックパックもガンダムMk-IIのものを小型化したようなスラスター4発のものに換装されている。ジムII、ジムIII、ネモといった旧型機との機種転換が逐次おこなわれているが、アフリカ戦線にはわずか3機しか配備されていない。塗装は各戦線でさまざまなバリエーションが見られる。

### ジェガン（フレスベルク隊所属機）
漫画『機動戦士ガンダム U.C.0096 ラスト・サン』に登場。
ロック・ホーカー大佐麾下の新生「フレスベルク」隊が運用する改修機。通常型の頭部にエコーズ仕様機と同じセンサーが追加されており、紫と白を基調に塗装されている。

### ジェガン（バーナム所属機）
矢立文庫のウェブ小説および配信アニメ『機動戦士ガンダム Twilight AXIS』に登場。
ブッホ・ジャンク社傘下の私設部隊「バーナム」が運用する独自改修機。通常型の頭部バイザーの左側にセンサー・アイが追加されており、その形状は機体によって異なる。主武装の新型ビーム・ライフルはビーム・ランスの射出機構をもち、射出後はサブマシンガンとしても使用可能。塗装は薄紫色を基調とする。

### 陸戦用ジェガンA型
JEGAN GROUND TYPE-A
劇場アニメ版『機動戦士ガンダム 閃光のハサウェイ』に登場。設定画（カラー）や型式番号はムック『グレートメカニックスペシャル 機動戦士ガンダム 閃光のハサウェイ メカニック&ワールド』が初出（型式番号：RGM-89G）。A型の小改修機で、両肩口にサーチライト、腰部前後にアーマー（前部は小型）、背部には陸戦型ガンダムのようなコンテナ・ラックを装備する。0105年の連邦軍ダバオ空軍基地で運用されており、マフティーによる空襲の際には消火活動や救助活動にも投入されている。劇中では、背部に消火装備を備え、放水銃で消火活動にあたる機体が1カットのみ登場する。

#### 陸戦用ジェガンA型（マン・ハンター仕様）
劇場アニメ版『閃光のハサウェイ』に登場。同作品のメカニカルスーパーバイザーである玄馬宣彦によれば、当初マン・ハンターの機体としては『UC』と同様にロトでいいのではという案もあったが、『UC』における「マンハンター」は連邦軍特殊部隊「エコーズ」の通称であり、『閃光のハサウェイ』のマン・ハンターは刑事警察機構でありまったく関係ないため、戦車にもなるロトの軍隊のイメージを払拭するためジェガンになったという。
地球上の不法居住者を摘発する連邦政府下の警察組織「マン・ハンター」が運用する機体。連邦軍内で旧式化して民間に払い下げられた陸戦用ジェガンA型を改修している。市民への示威が主目的であるため、ビーム兵器などの対MS兵装は撤去され、股間部に12.7ミリ対人用機銃と銃座を装備し、機関銃手が直接ここに立って機銃掃射を行う。人間目線でもっとも目に止まる脚部のみを黒く塗装しており、これも抑止力のひとつとして機能している。背部には展開式のキャリアーを装備する。すでに軍属の機体ではないが、虎の威を借る狐のごとく軍を模倣した制圧力と威圧感で人狩りを行う姿に対し、劇中ハサウェイから「軍のつもりでいる！」と非難される。

### ジェガンA2型
OVA版『機動戦士ガンダムUC』、および劇場用アニメ『機動戦士ガンダムNT』に登場。
第二次ネオ・ジオン抗争時の初期型ジェガン（A型）をベースに総合的な基本スペックの強化を目的として開発された機体で、ジェガンD型とは開発経路が異なっている。基本的なシルエットは初期型と変わらないが、推進機能を中心に改良されており、初期型と比較して4t以上の推力向上に成功している。脚部やバックパックの形状が後述のR型に似ているほか、肩部がやや大型化し、バルカンポッドがセンサー付きのものに変更されている。基本的な武装は初期型から引き継がれているが、『ガンダムF91』で登場するジェガン系の装備するものとほぼ同型の大型かつ火力が増強されたシールドを装備している。この先のジェガンシリーズの行く先を示すような正常進化型で、設計的余裕があらかじめ確保されていることを証明した機体といえる。
地球軌道艦隊所属のゼネラル・レビルに配備された機体のカラーリングはサンドイエローとオレンジのツートンで、同艦所属を示す特有のものとなっている。控えめな機体色とは対照的に、イジェクション・ポッドは派手なカラーリングとなっている。
「ラプラス事変」期における最新型だが、部隊単位でもシナンジュには対抗できなかった。

#### キャノンガン
漫画『機動戦士ガンダム U.C.0096 ラスト・サン』に登場。
地球連邦地上軍が「ある技術検証計画」のため、ガンダムGファーストやGFタンクとともにAE社に開発を発注した機体で、ジェガンA2型をもとに中距離支援用として製作されている。サイド7でおこなわれる式典用にそのまま転用され、ガンキャノンを想起させる赤を基調に塗装されている。正規パイロットはゾーイ・ヤンソン中尉だが、サイド1コロニー「シャングリラ」での非合法のMS対戦試合「バトレイヴ」に、成り行きで元ガンダム・チームのエル・ビアンノと子供たちが搭乗して参加する。
頭部のバイザー・ユニットを降ろしてメイン・カメラを伸長することにより、広域モードに切り替わる。主兵装は両肩のメガ・ビーム・キャノンで、砲身を折りたたむことによってスプレー・ビーム・ランチャーとしても使用可能となる。両腕の大型マニピュレーターは人差し指と中指にビーム・ライフルを内蔵しており、左前腕部にはナイフ型の格闘戦用兵器ビーム・ジャック（柄の端部から瞬間的にビーム刃を発生可能）が装備されている。

#### キャノンガンDX
漫画『機動戦士ガンダム U.C.0096 ラスト・サン』に登場。
キャノンガンとバックウェポンモードのGFタンクが合体した状態。総合性能が向上するほか、超長距離の射撃能力も向上し、圧倒的な火力を発揮する。エクス・キャノンの追加によって4門の同時射撃が可能になるほか、エクス・キャノンの砲身先端（エクス・カートリッジ）をメガ・ビーム・キャノンに接続することにより、超長射程かつ長時間のビーム連続照射が可能なハイパー・ラッシュ・キャノンとなる。

### ロズウェル・ジェガン
スマートフォンゲームアプリ『機動戦士ガンダム U.C. ENGAGE』に登場するゲームオリジナルMS。
アムロの発案によるフィン・ファンネルは、サイコフレームとの併用によるニュータイプ能力の増大により良好な戦果が観測される。しかし、サイコミュ兵装の開発におけるデータとしては十分とは言えず、量産型νガンダムの採用に先駆けてフィン・ファンネルのデータ収集用に先行生産された実験機が本機である。ジェガンA型をベースに、コックピット・ブロックの一部にサイコ・フレームを搭載している。本体は両肩アーマーと肩口へのユニットの追加や、胸部インテーク以外は通常のジェガンと大差ないが、バックパックは頭部より大きく張り出したものに換装され、両側面にフィン・ファンネルを2基ずつ重ねる形で装備する。
実用試験ではνガンダムの実戦参加記録にはおよばないものの、従来のサイコミュ兵装を凌駕する結果を示し、偶発的なものと思われていたIフィールド・バリアの展開にも成功。これらのデータは、AE社のIフィールド関連の研究に大きな前進をもたらす。

### スパーブ・ジェガン
スマートフォンゲームアプリ『機動戦士ガンダム U.C. ENGAGE』に登場するゲームオリジナルMS。
「シャアの反乱」の際に対艦攻撃機のひとつとして検討・急造されたプランで、スタークジェガン完成までの繋ぎと想定されている。短期決戦用として、ロンド・ベル隊が保有するストックの使用が考慮されているため新規パーツや兵装は少ないが、実戦データから導き出されたコンセプトとなっている。バックパックは百式改のスラスター・ユニットを組み合わせて機動性と推力を強化、胸部はジェダのパーツをベースとした増加装甲が設けられている。主兵装は専用に調整されたハイパー・メガ・ランチャーで、本機のジェネレーターもジェガン改と同規格に換装されている。ビーム・サーベルはボックス・ユニット化されて左前腕部甲に装備、ビーム・ライフルはマウント位置を変更し、取り回しが向上している。

### ジェガンD型
『機動戦士ガンダムUC』に登場。デザイン担当のカトキによれば、後述のスタークジェガンとの互換性を考案して生まれた通常型の亜種とのこと。
ジェガンの拡張性強化型。カタログ上こそA型との性能差は少ないが、通常装備でもギラ・ドーガを圧倒可能とされる。
スタークジェガンへの換装を前提として、追加装備を装着するために各部がマイナーチェンジされている。コックピットはアームレイカーが廃止されてオーソドックスなスタイルに戻され、タッチパネルを備えた「94式型」と呼ばれる規格に更新されている。外部装置の拡張に対応できるよう、センサー・デバイスはバージョンアップされて機能性が向上している。増加装甲類による加重を考慮し、スラスター推力を増加し、腰部前面と肩部上面にマウント・ラッチを増設。バックパックは汎用性に優れ評価の高いA型のものの概念はそのままに、背面オプション装備の脱着を事前に想定してレイアウトが一部見直されている。レガース・アーマーも形状変更されている。基本的な武装については初期型から引き継いでいるが、本機専用のオプション装備はペーパープランを含めれば数多く存在し、至るところで発生したという突発的な小規模戦闘に即時対応できる利便性の高さは上層部で大いに評価され、その後の長きに渡る主力MSの足掛かりを得る。
宇宙世紀0094年から配備が進むが、当時は初期型のジェガンの配備も滞っている状況であり、アグレッサー部隊の隊長機などごく一部への特例措置が確認できるのみである。
武装
ビーム・サーベルとハンド・グレネードはA型と同じものを引き続き使用。
ビーム・ライフル
A型の専用装備として開発されたもののほか、リゼル用のものを装備した機体も確認されている。
シャイアン基地所属機はグリプス戦役期にハイザックやマラサイが運用したものと同型のティターンズ汎用ビーム・ライフルを携行している。
バルカン・ポッド・システム
D型ではケースレスタイプからケースタイプに変更されている。
シールド
A型と同等のもの。A型の時点では専用装備として開発されていたが、0096年においては他機種にも配備されたケースが見られる。裏面のマウント部は回転と縦方向のスライドが可能で、ラッチを保持用のグリップに交換することもできる。
バズーカ
「ハイパー・バズーカ」とも呼ばれる。スタークジェガン専用に設計されたといわれるが、連邦軍MSの汎用バズーカとして開発されたともいわれ、ジェガンだけでなくさまざまな機種で運用される。グリップ前方に予備弾倉を装備する。弾速は遅いものの、直撃時の破壊力はビーム兵器を凌駕する。口径は380ミリで、散弾など複数種の弾頭に対応している。
初出資料では使い捨て型とされている。
ラプラス事変におけるネェル・アーガマでは、パラオ攻略戦や「ラプラスの箱」を巡るインダストリアル7での決戦などで一部の機体が装備している。
劇中での活躍
劇中冒頭では、スタークジェガンの僚機である2機がネオ・ジオン残党軍「袖付き」のNT（ニュータイプ）専用MSクシャトリヤと交戦するが、ファンネルによって撃破されている。ロンド・ベル隊のネェル・アーガマにも標準配備されており、多数の戦場に出撃する。ネェル・アーガマ所属機ではほかに、スタークジェガンのパーツのうち胸部、脚部、バックパックを装着した状態で両手にビーム・ライフルを装備した機体が出撃しているが、シナンジュに撃破される。
これらの他、シャイアン基地所属機として、グレーのスプリッター迷彩を施された機体が登場する。
個人専用機
ピコ・アルティドール専用機
漫画『機動戦士ガンダム U.C.0094 アクロス・ザ・スカイ』に登場。教導隊「レイヴン」の隊長ピコ・アルティドール大尉が搭乗。部隊カラーのダーク・パープルを基調に、一部ライト・グレーおよび白で塗り分けられている。

#### ジェガン（D型先行配備機）
ゲーム版『UC』のダウンロードコンテンツおよび追補小説「戦後の戦争」、さらにこれらのコミカライズ版に当たる『機動戦士ガンダムUC バンデシネ Episode:0』に登場（型式番号：RGM-89D）。
カラーリングはジムと同様の赤と白を基調とするが、性能面での違いは一切ない。0094年6月15日に2基のコンテナ（中身はシナンジュ・スタイン）の運搬任務に就くクラップ級巡洋艦「ウンカイ」と「ラー・デルス」に多数配備されるが、最終的には強奪されたシナンジュ・スタインによる攻撃で全滅する。
『UC バンデシネ Episode:0』では、モノクロでしか確認できないものの標準塗装のように見えるが、ネオ・ジオン残党からは「このグレーの」と呼ばれている。

#### ジェガン（エコーズ仕様）
アニメ版『UC』に登場。小説版には登場しない。
連邦宇宙軍特殊作戦群「エコーズ」が、任務においてMSとの直接戦闘が想定される際に用意される機体。D型のオプション装備のひとつであるが、特殊部隊用であることから存在は秘匿されている。バイザー（追加センサー）と胸部増加装甲板が追加され、特殊任務に即した機能性と戦闘時のサバイバビリティを高めている。バイザーは中・長距離の狙撃精度を高めるほか、複数のセンサーにより作戦域の局地的な範囲に限定した高い情報収集能力により、索敵・偵察時に真価を発揮する。同時期に配備されたロトを作戦本部とし、完璧な連携と与えられた性能を完全に使いこなす隊員による運用で、本機は幾多の作戦行動で高い戦績を（陰ながら）示している。カラーリングは部隊カラーのダーク・ブラウンを基調に、一部グレーと黒で塗り分けられている。
劇中での活躍
パラオ攻略戦に参加したとする資料もあるが、劇中ではロトしか確認できない。直後の首相官邸ラプラスの調査隊として1機が参加。バズーカとシールドを携行する。漫画版『機動戦士ガンダムUC バンデシネ』では通常のD型である。
「袖付き」との最終決戦終了後、ユニコーンガンダムおよび後述のコンロイ機とともに3機がメガラニカに進入するが、2機がネオ・ジオングのワーム・ロッドによってコントロールを乗っ取られ、1機は僚機と相討ちとなり、もう1機はバンシィ・ノルンに撃破される。なお、これら3機はコンロイ機同様ダガー・ナイフを装備している。

##### ジェガン（エコーズ仕様・コンロイ機）
エコーズ920隊の指揮官コンロイ・ハーゲンセンの搭乗機。スペック表のうち、型式番号を除くエコーズ仕様と同一の項目は省略。『UC』総作画監督の玄馬宣彦によれば、同作品ではカットインしてキャラクターを見せるといった描写はやらないため、外観でコンロイ機であることが分かる要素を入れたかったとのこと。
頭部バイザーには狙撃用のユニットが追加され（「スナイパー・バイザー・ユニット」とも呼ばれる）、長距離からの精密射撃や遠距離からの支援砲撃などが可能となっている。これはメガ・バズーカ・ランチャー運用のための装備であり、狙撃時にはカメラが前方に展開する。コンロイの得意戦法から、武装は近接戦闘用のものを装備している。
武装
ハンド・ガン
左脹脛側面のマウントラッチに装着する低出力のビーム兵器。ジェガンのビーム・ライフルをソードオフしたものとされ、設定画にはジェガンのライフルから一部省略された内部機構が描かれている。また、実体弾式としている資料もある。劇中の描写では命中部の装甲が円形に赤熱化している。
ダガー・ナイフ
左肩前面に装着。ビームやヒート系ではない、純粋な実体剣。格闘中の取り回しなどを考慮して、下方に抜き出すように収納されている。
ファイア・ナッツ
ガンキャノン重装型にも装備されていた、投擲式のグレネード。破片と火炎で敵MSを攻撃する。
ボックスタイプ・ビーム・サーベル
右前腕部甲に装備。狙撃行動時においても即時対応が可能。
劇中での活躍
最終決戦の序盤で、ネェル・アーガマの甲板上に設置されたメガ・バズーカ・ランチャーで支援砲撃をおこなう。その後、ネェル・アーガマのカタパルトに取りついたズサをファイア・ナッツで追い払い、シュツルム・ガルスと格闘戦をおこなうが、ユニコーンガンダムに助けられる。決戦終了後はハンド・ガンとボックスタイプ・ビーム・サーベルが外され、通常のビーム・ライフルとシールドを携行して僚機とともにメガラニカに向かうが、ネオ・ジオングに乗っ取られた僚機に攻撃されて左腕と胸部増加装甲を失うもバンシィに助けられる。その後本機は登場しないが、コンロイはネェル・アーガマに帰投している。

#### ジェガンD型 護衛隊仕様
劇場用アニメ『機動戦士ガンダムNT』に登場。
頭部は60ミリバルカン砲を省略した新規デザインに変更され、胸部にはエコーズ仕様機と同様に追加装甲が施されている。主武装として、90ミリショート・マシンガンを新たに装備する。
劇中では、拘束されて護送中のマーサ・ビスト・カーバインの護衛を務めており、フェネクスの情報を欲するルオ商会のディジェと交戦し、撃破される。

#### ジェガンH型
『機動戦士ガンダム U.C. ENGAGE』に登場するゲームオリジナルMS（型式番号：RGM-89H）。通称は「ダッフル・ジェガン」。
ジェガンD型をベースに、特殊部隊用に強化した機体。ムーバブル・フレームはD型と同じであるが、頭部および各部外装はほぼ新造となっている。大型化したバックパックのスラスターはモビルアーマー並みの加速力を誇り、SFSなしでの高速戦闘を可能としている。また、メイン・スラスターに可動域を設けることで推力偏向機能も強化されている。主兵装のビーム・ライフルは継戦能力の強化が図られ、腰部左右のウェポン・ラックには予備のEパックを装備する。脚部にはマルチ・ミサイル・ポッドを装備し、スラスターの性能を活かしたヒット・アンド・アウェイを主戦法とする。両前腕部甲には、ジム・スナイパーカスタムのようにビーム・サーベルを固定装備する。リゼルの制式採用により少数の生産のみに留まったといわれるが、本機の系譜はR型へと繋がっている。

### スタークジェガン
『UC』に登場。後述の明貴美加版（プロト・スタークジェガン）をもとに、カトキによって追加装備類が着脱可能な形状に整理され、特別な機体ではなく「選択式装備のひとつ」という意味合いが明確に打ち出されている。
D型に追加装備をほどこした強化仕様または特務仕様。「シャアの反乱」以降の連邦軍の軍縮の機運もあり、現場からの各種要求には新規MSの開発より優秀なジェガンの仕様変更によって対応する基本方針が採られたことによって生まれたバリエーション機のひとつ。
プロト・スタークジェガンの実戦データから、改良して単一の目的に特化させるのではなく、追加装備の換装をもってさまざまな戦局に対応できるよう、武装の見直しを含めた再設計がおこなわれる。各部増加装甲とスラスターの追加によって生じるD型との機体バランスの変化は徹底して調整され、一部パーツを排除してもOSにより自動的に最善な推力調整がおこなわれるようになっている。専用のバックパックは推力増強だけでなく、上下に可動式のスタビライザーが伸びており、ミサイル発射時の反動を中和するほか、最大限に活かすことで高速機動が可能となっている。結果としてジェガンの性能を総体的に向上させることとなり、特殊任務の遂行が困難な状況下において、小隊長機として優先的に配備されることとなる。
武装
プロトタイプの胸部マシン・キャノンは、胸部装甲が換装式となったことによるスペースの関係から、ダミー弾発射口にあらためられている。
ビーム・ライフル
ジェガン用のものに加え、宇宙世紀0087年からジム系MSが使用してきた旧式のものを小改造したものを基本装備とする。これは携行の容易さと、作動安定性の高さを求めた現場の意見から採用される。
ビーム・サーベル / グレネード・ランチャー
プロトタイプにはなかった、前腕部甲の増加装甲にビーム・サーベルを2基ずつ装備。収納部はユニット式になっており、グレネード・ランチャーとの選択が可能。
3連装ミサイル・ポッド
両肩部に装着する中距離支援用装備。ユニットに組み込まれたセンサーによって高い命中精度を誇る。ミサイルを使い切ったあとは任意に排除可能。プロトタイプでは側面に対艦ミサイルを2基装備するが、運用方法の変更により本仕様では廃止されている（ただしスペック上は装備可能）。
劇中での活躍
劇中冒頭、ロンド・ベル隊第2群に所属する クラップ級巡洋艦「キャロット」から発艦したMS小隊の隊長機として登場。インダストリアル7へと向かうガランシェールを「臨検」（抵抗があった場合は撃沈を最優先する命令が下っている）しようと接近するも、迎え撃つ形で出撃したクシャトリヤとの戦闘に入る。僚機のジェガンD型がファンネルによって撃墜される中、各種武装を駆使してオールレンジ攻撃を潜り抜け、サーベルによる一騎討ちに持ち込む。数度切り結ぶ互角の戦いを見せるが、最後はクシャトリヤのスラスターを用いた目くらましによって生じた隙を突かれ、撃墜される。
本機のパイロットについて詳細な設定はないが、プラモデルの解説書には対サイコミュMS戦についての知識があるという言及がされているうえ、アクシズ・ショックを間近で見ていたことが示唆されている。
その後、ユニコーンガンダムを回収したネェル・アーガマを襲撃してきたシナンジュの迎撃に向かったMS隊の1機として、3連装ミサイル・ポッドおよび前腕部と腰部前面の追加装甲を装備しない機体が登場。パイロットはガロム・ゴルガ中尉で、コール・サインは「ジュリエット2」。腰部側面はD型と同仕様で、D型およびジム系のビーム・ライフルを1丁ずつ両手に携行するが、シナンジュになす術なく撃破される。なお、この仕様はゲーム版『機動戦士ガンダムUC』などのゲームでは「ジェガン（高機動仕様）」と呼ばれる。漫画『UC バンデシネ』でも同様であるが、ビーム・ライフルは2丁ともD型のもの。
宇宙世紀0096年4月12日のパラオ攻略戦では、2機がプロト・スタークジェガンとともにネェル・アーガマから発進。パラオに遠距離砲撃を掛けている。
原作小説版『UC』のクシャトリヤ戦では「スタークジェガン」という名称は明示されないものの、RGM-89Sという型式番号や増加装備の内容など、本機の特徴が描写されている。ハイパー・バズーカの散弾による攪乱でファンネルを無力化し、位置取りで優位に立つなど善戦するが、接近したところを一刀で斬り伏せられている。その後は、クラップ級巡洋艦「テネンバウム」所属機やネェル・アーガマ所属のマコ中尉が搭乗するコール・サイン「ジュリエット6」が登場し、戦闘の末にそれぞれ撃破される。
外伝漫画『機動戦士ガンダムUC 星月の欠片』第1話「偽りの撃墜王」では、『ガンダムUC』本編より1年前の宇宙世紀0095年を舞台に、同エピソードの終盤で主要登場人物らの窮地に駆けつける役回りで登場。増加装備を破棄しての格闘戦を交えつつ、リゲルグ2機、ドーベン・ウルフ3機を次々と撃墜する。
追補小説「不死鳥狩り」では、ユニコーンガンダム3号機 フェネクスの捕獲任務に当たるクラップ級巡洋艦「ダマスカス」の所属機として、本機で構成された特務部隊「シェザール隊」が登場。イアゴ・ハーカナ（不死鳥狩り）が搭乗する隊長機はスナイパー・ライフルを、その他の機体はフェネクスを捕獲するための電撃兵器「海ヘビ」とハイパー・バズーカを装備し、フェネクスおよびヤクト・ドーガを代用コアとするネオ・ジオングと交戦する。主人公ヨナ・バシュタ（不死鳥狩り）も本機に搭乗し、最終的には撃破されつつもネオ・ジオング相手に善戦する。なお「不死鳥狩り」をモチーフとする劇場アニメ『機動戦士ガンダムNT』では、各種設定が変更変更されたヨナ・バシュタ（NT）の搭乗機はナラティブガンダム、シェザール隊はジェスタとなっている。
アニメ版『UC』と『NT』の間の出来事を描いた脚本およびドラマCD『獅子の帰還』では、0096年12月8日にゼネラル・レビル所属のMS小隊を率いるイアゴ・ハーカナ（NT）が搭乗する。

#### プロト・スタークジェガン
アニメ版『UC』に登場。もともとは『逆襲のシャア』公開直前に明貴美加が「劇場版オリジナルMSV」のひとつ「スターク・ジェガン（中黒が入る）」としてデザインしたものである。小説版『UC』でカトキが追加装備着脱式の「スタークジェガン」を考案した際には、本機も "ORIGINAL VERSION" としてリファインされ、のちに『スタークジェガン (CCA-MSV Ver.)』としてプレミアムバンダイからHGUCでキット化された。プロトタイプとしてアニメ版『UC』に登場する際には明貴本人によってリファインされ、両肩に3連装ミサイル・ポッドほかに替わり大型対艦ミサイルが2基ずつ装備された。明貴は当初から複座型と想定してデザインしていたが、リファイン時まで公表していなかった。複座は前後式を想定していたが、後述の『星月の欠片』用のデザインで左右並列式を提案され、それを採用した。
ジムIIIのコンセプトである長距離支援用としての実績を特化させ、あらゆる状況下での対艦攻撃を可能とすることを目的に基本設計がおこなわれる。初期型（A型）をベースに量産性を度外視した大改修をおこない、少数が生産される。
コックピットは異形全天周囲モニターを採用した左右並列の複座型となっており、右が火器管制用となっている。操縦桿はアームレイカーを使用し、コックピット上面には攻撃・狙撃時の情報を集中表示する砲手専用の拡張モニターが設置されている。頭部は改造されて太めのロッド・アンテナが2本突き出しており、バルカン・ポッド・システムは搭載されていないとされるが、スペック表には「60mmバルカン砲」が記載されている。胸部ブロックの大幅な改修を含む各部装甲の更新にはガンダリウム合金が使用されており、シールドを必要としない堅牢な耐弾性を有する。
両肩には生産型に採用される3連装ミサイル・ポッド（側面に対艦ミサイル2基を装備可能）、または大型対艦ミサイル2基のいずれかを選択装備する。対艦ミサイルと大型対艦ミサイルは、いずれも核弾頭の装備（後者は戦術級）が可能となっている。これは開発の前年の「シャアの反乱」において核ミサイルが使用されたことに起因するといわれるが、本機で核弾頭が使用された記録はない。
数機が小規模なネオ・ジオン残党軍の制圧に投入されるが、その際の実戦データから最適化された形でD型およびスタークジェガンの開発が進められる。データ収集後は博物館に保管されるが、のちにネェル・アーガマに配備されてふたたび実戦投入される。
また、コロニー公社は飛来するスペースデブリや隕石からコロニーを防衛するため、ジム・コマンドをベースに本機の3連装ミサイル・ポッドを装備したスターク・ジムを配備している。
劇中での活躍
アニメ版『UC』ではネェル・アーガマへの補充機として配備され、大型対艦ミサイル装備でパラオ攻略戦に参加する。最終決戦ではスタークジェガンの3連装ミサイル・ポッド、および通常型のビーム・ライフルとシールドを携行して「袖付き」のMS隊を迎撃するが、ビームの砲撃により撃破される。
小説版のパラオ攻略戦に登場する機体は「スタークジェガン」とされるが、挿絵では "ORIGINAL VERSION" である。コール・サインは「ジュリエット5」。エコーズ後続隊とともに先発し、ネェル・アーガマのハイパー・メガ粒子砲によって衝突したパラオの大きめの亀裂に対艦ミサイルを撃ち込み敵MSの迎撃を抑えるが、アンジェロ・ザウパーのギラ・ズールにコックピットを切断され、ミサイルの誘爆により撃破される。アニメ版での「ジュリエット5」は通常のD型であり、先発隊ではないが同様にパラオ攻略戦で撃破される。
外伝漫画『機動戦士ガンダムUC 星月の欠片』第2話「もう一人の立役者」では、同エピソードの主要登場人物であるアルバ・メルクルディらが搭乗する主役機として登場。宇宙世紀0094年のジャブローを舞台に、運用試験を兼ねたジオン残党掃討の任に就くものの、成り行きによって山賊化したMSの武装集団からジオン残党の末裔たちを守って戦うこととなる。両肩にはミサイル・ポッドを装備。その結末では、『UC』本編のパラオ攻略戦に参加した本機のパイロットがアルバとドリッド・ドライであることが明かされている。
ゲーム版『UC』、および同作の特典小説を初出とする短編小説「戦後の戦争」では、ダコタ・ウィンストンの愛機として登場。生産型への更新を断り、実戦を想定して乗り慣れた本機で出撃する。シナンジュ・スタインの引き渡しを阻止するため、裏事情を知るカルロス・クレイグを同乗させて味方への呼びかけを試みるが、フル・フロンタルが搭乗したシナンジュ・スタインに撃破される。ゲームではミサイル・ポッド+対艦ミサイル装備と大型対艦ミサイル装備の両方が登場するが、同エピソードでは前者（対艦ミサイルなし）となっている。同エピソードをコミカライズした『機動戦士ガンダムUCバンデシネ Episode:0』では、コックピットはD型と同じ単座であり、ダコタのみ搭乗する（カルロスはD型に搭乗）。また、両肩には武装を装備していない。
プラモデル『SDガンダム Gジェネレーション No.04 ジェガン（武装強化型）』は、通常のジェガンの両腕を、両肩に本機の3連装ミサイル・ポッドと対艦ミサイルを装備した腕に変更したものである。

### EWACジェガン
ゲーム版『機動戦士ガンダムUC』に登場し、「UC MSV」として分類されるが、のちにアニメ版『UC』にも登場。
D型の換装バリエーションのひとつで、早期警戒ユニットを装備した仕様。前線での観測や索敵が主任務であるため必要最小限の武装しか有していないが、それをおぎなって余りあるセンサー能力を誇る。頭部に接続される大型センサー・ユニットは左右と後ろに大きく張り出したボックス状となっており、各種センサーをはじめ通信装置も搭載されていると考えられている。こちらのセンサーは通常の電子戦に対応していると見られており、ミノフスキー粒子下の戦闘に対応するための装備として左前腕部にセンサー・ユニット、右前腕部にカメラ・ユニットが装備されている。センサー・ユニットには収集したデータを後方の味方に送るためのレーザー通信装置を装備している。カメラ・ユニットはさまざまな波長の光を写し取り、この映像とセンサー・ユニットによって収集したデータなどを分析・照合することでかすかな敵の存在も察知できる。ビーム・ライフルはジムIIなどと同型のタイプを使用する。
腕部ユニットの装着位置はアニメ版とゲーム版では異なり、前者は前腕部側面、後者は前腕部甲になっている。センサーの発光色は前者が黄色、後者が青。
『UC』以前に発表された漫画『機動戦士ガンダム デイアフタートゥモロー ―カイ・シデンのメモリーより―』では、上記とは形状の異なるEWACジェガン（型式番号：RGM-89E）が登場する。こちらのデザインは作者のことぶきつかさによるもので、頭部と一体化するかたちでEWACネロのものと同型のデータポッドを装備している。
劇中での活躍
アニメ版『UC』では、2機が隠れていたネオ・ジオン艦隊を捕捉し、ネェル・アーガマのハイパー・メガ粒子砲の射撃をアシストする。コール・サインは「ウィリアム1 / 2」。その後、1機がユニコーンガンダムおよびエコーズのMS隊が向かったメガラニカ方面の動きを監視する。
ゲーム版『UC』のダウンロードコンテンツのミッション「隠密任務」では、0095年にコード・ネーム「ブルー」ことライリー・アクロイド少尉が搭乗し、「袖付き」の本拠地「パラオ」への隠密偵察および撮影をおこなう。漫画『機動戦士ガンダムUC MSV 楔』掲載のコミカライズ版では「ホワイト」ことレン・セック少尉が搭乗する僚機も登場するが、任務中に撃破される。
漫画『機動戦士ガンダムF90 ファステストフォーミュラ』では、0115年に連邦軍の特殊部隊「ウジャトアイズ」に3機が配備され、特殊部隊「ファステストフォーミュラ」の監視をおこなう。翌0116年には同隊の指揮官であるリベラ・アマルガム大尉が搭乗し、MSA-0120の機密データを盗み見して逃走するヴェロニカ・ヴァーノン中尉とアーサー・ナイトレイ少尉のGカスタムを追撃する。両腕部の偵察用ユニットは外され、早期警戒ユニットは後方にずらして頭部の可動域を確保している。Ζガンダムのハイパー・メガ・ランチャーを携行し、ベースジャバーにケーブルを接続して艦砲射撃と見まがう大出力ビームを発射、その後はケーブルを切り離して、旧式の偵察型MSでありながら最新鋭の小型MS2機を圧倒する腕前を見せつけ追い詰めるが、突如現れたMSA-0120（1号機仕様）の攻撃を受け撤退する。

### ESMジェガン
漫画『機動戦士ガンダム ムーンクライシス』に登場。
名称の「ESM」が示すような電子情報索敵機ではあるが、光学観測を重視しており、両肩にミノフスキー粒子散布下で用いられるステレオカメラを、バックパックに各種電子センサーを内蔵する有線での遠隔展開が可能な円筒形のポッドを2基装備しているほか、大型の超望遠光学レンズを携行することも可能。その他、腕部は振動を抑制するタイプのものに変更されており、頭部の形状も通常のジェガンとは異なる。
ビッグアイ級情報収集艦の艦載機として運用されており、非戦闘時にはデブリ観測に用いられてもいる。作中には環月方面軍のビッグアイ級「雷眼」所属機が登場しており、ヌーベルエゥーゴとネオ・ジオンの共同軍によって制圧された月面のシッカルド発電基地を偵察する。

### ジェガンJ型
劇場用アニメ『機動戦士ガンダムF91』および漫画『機動戦士ガンダムF90』などに登場。
宇宙世紀0110年以降に運用が開始された機体。初期量産型からバックパック、ビーム・ライフルおよびシールドが変更されており（シールドはA2型と同型）、「ノーマルタイプ」とも呼ばれる。スペックが劇的に向上し、センサーや駆動系などにチューン・アップがなされているものの、クロスボーン・バンガード（CV）侵攻の宇宙世紀0123年の時点で機体設計は30年が経っており、CV軍の小型MSにまったく対抗できない。改良によってジェネレーター出力が向上しており、ヘビーガンも同系統のジェネレーターを搭載しているといわれる。操縦方式は宇宙世紀0120年代においてはスティックタイプが主流となっているものの、本機では引き続きアーム・レイカー機構を採用しており、事実上本機構が採用された最後のMSと考えられる。本機をベースにしたバリエーション機も多い。フロンティア・サイドにおいては本機の配備数が圧倒的に多かった。
劇中での活躍
『F91』では、ヘビーガンやGキャノンとともに当時の主力機としてかなりの数が登場するが、CV軍に一方的に撃破される。
同作の3年前を舞台とした『F90』では、第13独立機動艦隊所属機が火星独立ジオン軍「オールズモビル」の本拠地を叩くため、多数が火星に降下して戦闘をおこなっている。
『F91』の前年を舞台としたゲーム『機動戦士ガンダムF91 フォーミュラー戦記0122』では、ラー・カイラム級戦艦「エイブラム」やガルダ級超大型輸送機「ガーウィッシュ」に配備され、ゲーム中では友軍機（NPC）として登場する。
デザイン
デザインはJ、M、R型ともに石垣純哉が担当した。F91のMSデザインを担当していた大河原邦男がオーバーワークだったことで、当時サンライズ企画室の若手だった石垣に依頼が来た経緯がある。『逆シャア』では滑らかだったディテールについて硬質感を出して仕上げ、大河原のタッチに寄せてリメイクした。

#### ジェガンR型
『機動戦士ガンダムF91』に登場。
「Aタイプ」とも呼ばれる。スラスターの増設された大型バックパックを採用したほか、脚部スラスターを2基に増設し、さらにアポジモーターも増設した高機動型。肩部スラスターは装甲を省略したバーニア基部の露出した大型のものに換装されている。頭部バルカン砲が2門になり、センサーポッドも増設、腰部にはビーム・サーベルを左右2基装備、左前腕部甲には2連グレネード・ラックが増設され、M型と同型の大型ビーム・ライフルを標準装備する。機体構造はベース機から変更されていないが、高出力ジェネレーターを搭載しており、ジェガン・シリーズの最優秀機とも評される。数が揃っていないFシリーズの穴を埋めるべく生産され、おもに指揮官が搭乗する。
劇中での活躍
劇中で最初に登場するジェガンで、1機は「フロンティアIV」内でCV軍の攻撃を受けてフロンティア総合学園の校舎の屋上に墜落し、デナン・ゲーに頭部を蹴り飛ばされる。もう1機も学園の敷地内に墜落し、パイロットは脱出する。その後も、本機の損壊した頭部のみが空から落ちてくる場面がある。「フロンティアI」でもいくつか確認でき、うち1機はガンダムF91の初出撃直前にドレル・ロナのベルガ・ダラスに撃破される。
漫画『νガンダム秘話 ネオ・ジオンの亡霊』では、「シャアの反乱」から10か月後の宇宙世紀0094年に、バリュートで大気圏突入をおこなおうとするヤクト・ドーガを追撃するジェガン部隊の中に1機が確認できる。

#### ジェガンM型
『機動戦士ガンダムF91』に登場。
「Bタイプ」とも呼ばれる。火力強化型あるいは接近戦型とされ、近距離～中距離での戦闘用として改修されている。ベース機に外装オプション武器を搭載することで火力の増強を図っており、腰部武装を5連ロケット・パックに換装、ビーム・サーベルを左前腕部甲に2基装備している。ビーム・ライフルや本体の一部もJ型と異なり、頭部アンテナおよび胸部のダクト（インテーク）が大型化している。スラスター配置はベース機から大きく変わっていないが、アポジモーター数は増加している。強化の大半は実弾系オプション兵器に頼ったものとなっており、機体設計そのものにはほとんど干渉していなかった。
劇中での活躍
CV軍の「フロンティアIV」急襲の際、J型やヘビーガン、Gキャノンとともに少なくとも2機が、コロニー採光部の強化ガラスの爆破によって生じた穴から内部へ進入する。また、CV軍の「フロンティアI」侵攻の際にも、少なくとも1機が確認できる。いずれも戦闘シーンはない。
雑誌『ガンダムマガジン』第4号（1991年発行）掲載の漫画「νガンダム秘話 ネオ・ジオンの亡霊」では、宇宙世紀0094年の時点でジョーン少尉が搭乗している。マサダ中尉のνガンダムとともに、地球に降下したヤクト・ドーガの捜索に参加するが、待機中に海中からあらわれた敵機によってコックピットを破壊され、ジョーンも戦死する。

##### ファイアボール
漫画版『機動戦士ガンダム シルエットフォーミュラ91』に登場。
機体本体はR型とほぼ同型だが、バックパックが大型スラスター2基、中型2基、バーニア・アームもスラスターが2基ずつになっている。また、両前腕部に2連装グレネード・ランチャーとうかがえる装備が確認できる。宇宙世紀0112年2月、ウィリアム・C・オーランド大尉が北米でテスト・パイロットとして搭乗するが、テスト中にバックパックが暴走して大破し、パイロットも死亡する。
なお、小説版『シルエットフォーミュラ』では、ウィリアムはMSA-0120のテスト中に事故で死亡したとされており、設定が異なる（漫画『機動戦士ガンダムF90 ファステストフォーミュラ』でも、こちらを踏襲している）。

### STガン
漫画『機動戦士ガンダムF90』に登場。機体デザインは中原れい。
ガンダムF90のデータ収集および随伴機として、サナリィがAE社から譲渡されたJ型をベースに改装した機体。フォーミュラ計画の副産物でもある。名称の "ST" は、"Sensor Turret" と "Strategik Treaner" のダブルミーニングであるとされる。
頭部ゴーグルセンサーが大型化しているほか、大型のレドームや各種センサー、カメラを追加している。採用されているセンサーは電波式を中心に、諸方式のセンサーを満載しており、大容量メモリーバンクやデータ処理用の大規模プロセッサを内装している。F90に随伴するためにスラスター推力を大幅に増強し、高出力のジェネレーターに換装しているものの、ほとんどが探査機材の稼働に回されるため、機体自体のパワーは低い。強襲偵察機と異なり戦闘を目的としていないうえ、各種センサーへの影響と戦闘に振り分けられる出力を考慮して武装は護身用のマシンガンとハンド・グレネードが採用されるにとどまっており、ジェガンに比べると火力は貧弱なものとなっている。ただし、サナリィによる大改修の結果、単純なMSとしての性能で見た場合でも当時の戦闘用として通じるだけの高いスペックをもつが、センサーなどを満載したカスタムメイドゆえ、製造コストは通常のジェガン8機分と高価である。なお、コックピットはジェガンと同一で、操縦桿もアームレイカータイプとなっている。
本機の性能は教導団に高く評価され、宇宙軍からリゼルに代わる強攻偵察MSとして採用の案が挙がるが、上記のコストの問題から立ち消えになった、あるいは特殊部隊にのみ採用されたともいわれる。
作中での活躍
『ガンダムF90』では、0120年に2機のF90のデータを収集し、その際に発生した火星独立ジオン軍（オールズモビル）によるF90 2号機強奪事件を受けて艦隊編成に組み込まれ、火星に向かうまでF90 1号機のテストデータ収集を継続する。火星圏における戦闘でF90 1号機やギラ・ドーガ改と共に降下船で火星へ降り立つが、到着直後にRFギャンの襲撃を受けて中破し、拿捕される。
プラモデル「1/100 ガンダムF90II-Lタイプ」付属説明書には、F90II Lタイプのロング・ライフルの試射に随伴する本機のカラーイラスト（たけばしんご作）が掲載されている。バストアップのみであるが、機体色は青を基調に襟など一部ライト・グレーで塗り分けられている。

#### STガン1型
漫画『機動戦士ガンダムF90 ファステストフォーミュラ』に登場。デザインはSD-CLUB版『機動戦士ガンダムF90』（1990年8月号掲載）に登場したSTガンに準拠している。
F90のテストに当たって、同機に追随でき撮影・観測を十全におこなえる観測機が必要となり、サナリィが自主開発した機体。当初はリゼルのディフェンサー・ユニットを観測機器に換装することも考えられたが、可変による機動特性の変化を考慮し、より単純で扱いやすいジェガン（J型）の基本フレームが流用される。肩部装甲はD型に差し戻される形で改修され、両肩には大型の長距離光学センサー、さらに右肩にはメイン・センサーと一体化した全周管制ユニットを、左肩にはレーザー・センサーをそれぞれ搭載したターレットを装備している。コックピット周辺は大きく改修され、音響・赤外線センサーおよびミノフスキー干渉波計測装置を追加。サブ・シート搭載により複座運用も想定されている。ジェネレーターはR型のものを採用し、大量のセンサーを運用するために余裕のある出力を確保している。頭部にはスペクトルおよび熱分析センサーを追加、腰部にはアポジモーターを兼ねる切り離し可能なサブ光学センサーを装備する。バックパックはのちのF91に近い複合スラスター・ベーン式のものに換装され、バックパック単体での総推力は152,500kgにおよぶ。固有の武装は用意されていないが、実際の作戦では通常型のビーム・ライフルやEWACジェガン用のカメラガンを携行している。
0116年に特殊部隊「ファステストフォーミュラ (FF)」に随行するリー・シャオメイ少佐が搭乗し、F90 2号機のデータ収集をおこなう。また、FF隊の前線戦闘管制もおこなっている。その後のF90のテストには、最低限の自衛能力をもたせて運動性を装甲を改良し、不要と判断された光学センサーをオミットしたST2型を投入する。

### シージェガン
PCゲーム『SDガンダムウォーズ』に登場したアースサイド軍所属のゲームオリジナルMS。アクアジムの上位機体である。偏向ビーム・ライフルとビーム・サーベル、対艦ミサイルを装備している。